# Perales de Tajuña
Perales de Tajuña és un municipi de la Comunitat Autònoma de Madrid. Limita amb els municipis de Morata de Tajuña, Tielmes, Arganda del Rey, Villarejo de Salvanés i Valdelaguna.

## Demografia
| 1991 | 1996 | 2001 | 2004 |
| ---- | ---- | ---- | ---- |
| 1961 | 1991 | 2089 | 2358 |